# Першотравневое (Бурынский район)
Першотравневое (укр. Першотравневе) — село,
Дьяковский сельский совет,
Бурынский район,
Сумская область,
Украина.
Село ликвидировано в 1988 году .

## Географическое положение
Село Першотравневое находится недалеко от истоков реки Вижлица.
На расстоянии в 2 км расположен посёлок Копылово.

## История
- 1988 — село было ликвидировано[1].

## Происхождение названия
Село названо в честь праздника весны и труда Первомая, отмечаемого в различных странах 1 мая; в СССР он назывался Международным днём солидарности трудящихся.
На территории Украиской ССР имелись 50 населённых пунктов с названием Першотравневое и 27 — с названием Первомайское, из которых до тридцати находились в 1930-х годах в тогдашней Харьковской области, куда некоторое время входило данное село.